# Bastarni
Bastarni (latinsko Bastarni ali  Basternae, starogrško starogrško Βαστάρναι ali starogrško Βαστέρναι, Bastárnai ali Bastérnai) so bili staroveško ljudstvo, ki je bilo od leta 200 pr. n. št. do 300 n. št. naseljeno na ozemlju med Karpati in reko Dneper severno in vzhodno od antične Dakije. Grško-rimski pisci kot vejo Bastarnov omenjajo Pevcine, naseljene v delti Donave.
Etnično in jezikovno so Bastarni verjetno spadali med Kelte, kar potrjujejo tudi najzgodnejši zgodovinarji. Poznejši zgodovinski viri nakazujejo njihovo germansko ali skitsko-sarmatsko poreklo. Pogosto se povezujejo z Germani ali ljudstvi "med Kelti in Germani". Najverjetnejši je scenarij, da so bili prvotno keltsko pleme, naseljeno v porečju Visle. Okoli leta 200 pr. n. št. so se ta plemena selila, morda skupaj z nekaterimi germanskimi elementi, proti jugovzhodu na območje severnega Ponta. Zdi se, da so do 3. stoletja del priseljencev asimilirali  okoliški Sarmati.
Del priseljencev je bil stalno naseljen, večina pa je morda sprejela polnomadski življenjski slog. Bastarnom ni bilo zaenkrat pripisano nobeno arheološko najdišče. Najdišča, ki jih arheologi najpogosteje povezujejo z Bastarni, spadajo v zarubinsko in poienesti-lukaševsko kulturo.
Bastarni so prvič prišli v konflikt z Rimljani v 1. stoletju pr. n. št., ko so se skupaj z Dačani in Sarmati neuspešno uprli rimski širitvi v Mezijo in Panonijo. Zdi se, da so v prvih dveh stoletjih našega štetja ohranjali prijateljske odnose z Rimskim cesarstvom. To se je spremenilo okoli leta 180, ko so Bastarni omenili kot udeleženci invazije na rimsko ozemlje, ponovno v zavezništvu s Sarmati in Dačani. Sredi 3. stoletja so omenjeni kod del velike koalicije plemen iz spodnjega Podonavja, ki so jo vodili Goti. Koalicijska vojska je večkrat napadla balkanske province Rimskega cesarstva.
V poznem 3. stoletju se je veliko Bastarnov naselilo v Rimskem cesarstvu.
Preostali prekdonavski Bastarni so v poznem rimskem obdobju izginili, saj jih ne omenja noben pomemben zgodovinski vir. Amijan Marcelin in Zosim jih v svojih poročilih iz 4. stoletja ne omenjata, kar verjetno pomeni, da so izgubili svojo identiteto in se verjetno asimilirali v svoje regionalne hegemone Gote. Takšna asimilacija bi bila verjetno lahka, če bi Bastatni govorili kakšen vzhodnogermanski jezik, soroden z gotščino.  Če so ostali prepoznavna skupina, je zelo verjetno, da so se udeležili obsežne selitve Gotov v Mezijo pod pritiskom Hunov. Cesar Valens jih je leta 376 sprejel, čez dve leti pa so ga prišleki pri Adrianoplu porazili in ubili. Amijan migrante imenuje s skupnim imenom Goti, vandar omenja, da so med njimi tudi "Tajfali in druga plemena".
Po 150 let dolgi časovni vrzeli so Bastarni zadnjič omenjeni sredi 5. stoletja. Leta 451 je hunski vodja Atila z veliko vojsko napadel Galijo, kjer jih je koalicijska vojska pod poveljstvom rimskega generala Ecija v bitki pri Châlonsu popolnoma uničila. Po Jordanesovih besedah so bili v hunski vojski kontingenti iz "neštetih plemen, ki so bila pod njegovo oblastjo". Po besedah galskega plemiča Sidonija Apolinarisa so bili med njimi tudi Bastarni. E.A. Thompson trdi, da je Sidonijeva omemba Bastarnov pri Châlonsu verjetno napačna, ker je bil njegov namen napisati panegirik in ne zgodovine. V nasprotju z Bastarni so Sidonijeve omembe  Burgundov, Skirov in Frankov točne, čeprav je za bolj dramatičen učinek dodal nekaj izmišljenih imen.

### Primarni viri
- Res Gestae Divi Augusti (okoli 14 n. št.)
- Ammianus Marcellinus. Res Gestae (okoli 395 n. št.)
- Dio Cassius. Roman History (okoli 230  n. št.)
- Evtropij. Historiae Romanae Breviarium (okoli 360  n. št.)
- Anonymous. Historia Augusta (okoli 400  n. št.)
- Livij. Ab Urbe Condita Libri (okoli 20 pr. n. št.)
- Jordanes. Getica (okoli 550  n. št.)
- Plinij Sratejši. Naturalis Historia (okoli 70 n. št.)
- Ptolemaj. Geographia (okoli 140 n. št.)
- Sextus Aurelius Victor. De Caesaribus (okoi 380 n. št.)
- Sidonius Apollinaris. Carmina (pozno 5. stoletje n. št.)
- Strabon. Geographica (okoli 10 n. št.)
- Tacit. Annales (okoli 100 n. št.)
- Tacit. Germania (okoli 100 n. št.)
- Zosim. Historia Nova (okoli 500 n. št.)

### Sodobni viti
- Babeş, Mircea. Noi date privind arheologia şi istoria bastarnilor. V SCIV 20 (1969): 195–218.
- Barrington (2000). Atlas of the Greek and Roman World.
- Roger Batty (2008). Rome and the Nomads: the Pontic-Danubian region in Antiquity.
- Crişan, Ion (1978). Burebista and his Time.
- Faliyeyev, Alexander (2007). Dictionary of Continental Celtic Placenames (online).
- Goldsworthy, Adrian (2000). Roman Warfare.
- Hussey, Joan Mervyn (1966). Cambridge Medieval History. Cambridge University Press. ISBN 0-5200-8511-6. Pridobljeno 5. maja 2013.
- {{navedi knjigo |last=Heather |first=Peter |authorlink= |title=The Visigoths from the Migration Period to the Seventh Century: An Ethnographic Perspective |language= |url=https://books.google.com/books?id=4MADmH2eaGIC |accessdate=12 April 2014 |year=1999 |publisher=Boydell & Brewer |location= |isbn=1-8438-3033-7
- Heather, Peter (2009). Empires and Barbarians
- Jones, A.H.M. (1964). Later Roman Empire.
- Köbler, Gerhard (2000). Indo-Germanisches Wörterbuch (online).
- Müllenhoff, Karl (1887). Deutsche altertumskunde (vol. II).
- Shchukin, Mark (1989). Rome and the Barbarians in central and eastern Europe: 1st century BC – 1st century AD.
- Thompson, E.A. (1996). The Huns.
- Todd, Malcolm (2004). The early Germans.
- O.N. Trubačev (1999). INDOARICA в Северном Причерноморье.
- {{navedi knjigo |last=Waldman |first=Carl |last2=Mason |first2=Catherine |authorlink1= |authorlink2=  |title=Encyclopedia of European Peoples |language= |url=https://books.google.com/books?id=kfv6HKXErqAC |accessdate=5 May 2013 |year=2006 |publisher=Infobase Publishing |location= |isbn=1-4381-2918-1
- Wolfram, Herwig (1988). History of the Goths.